# Scharlach-Fuchsie

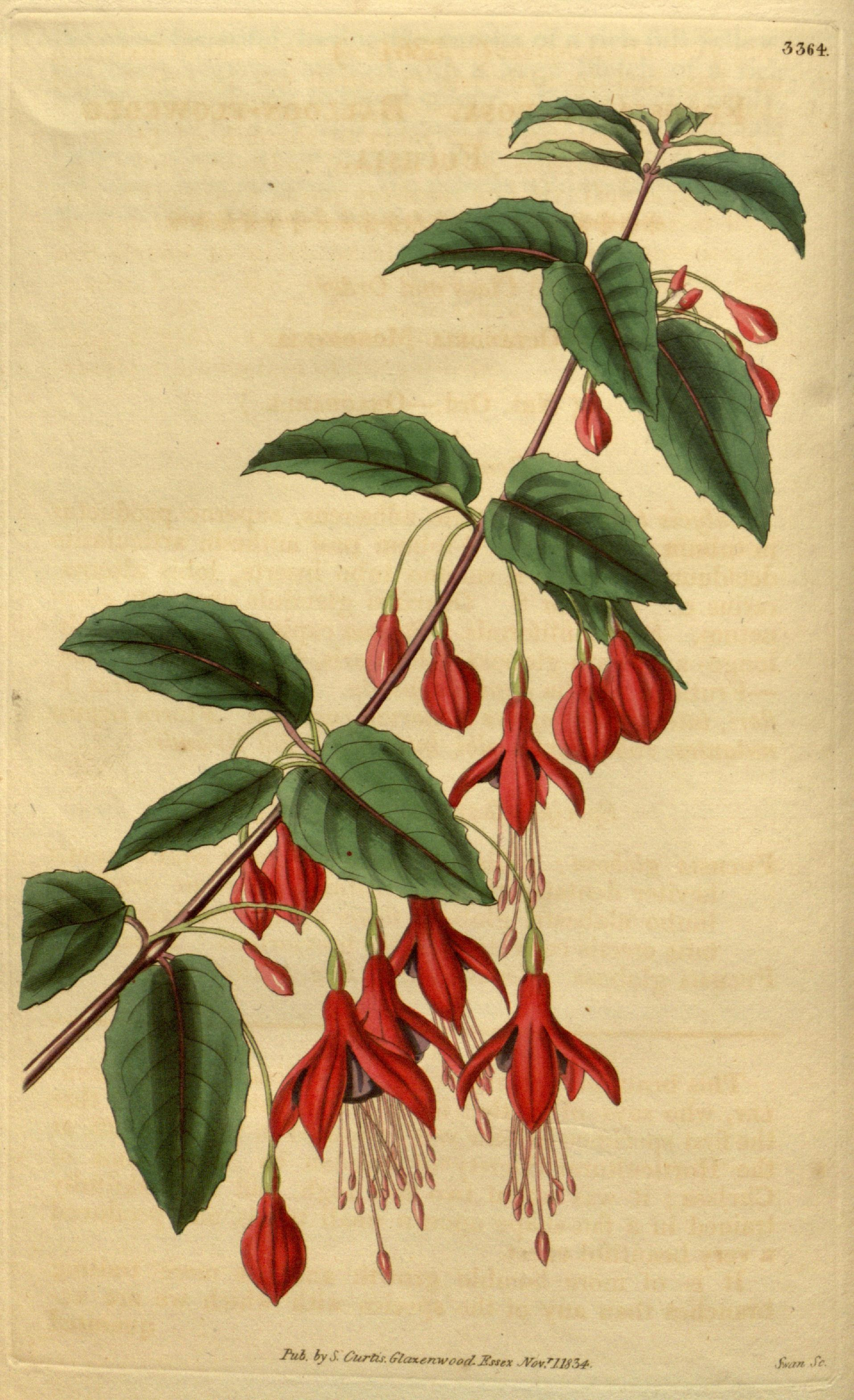
Illustration

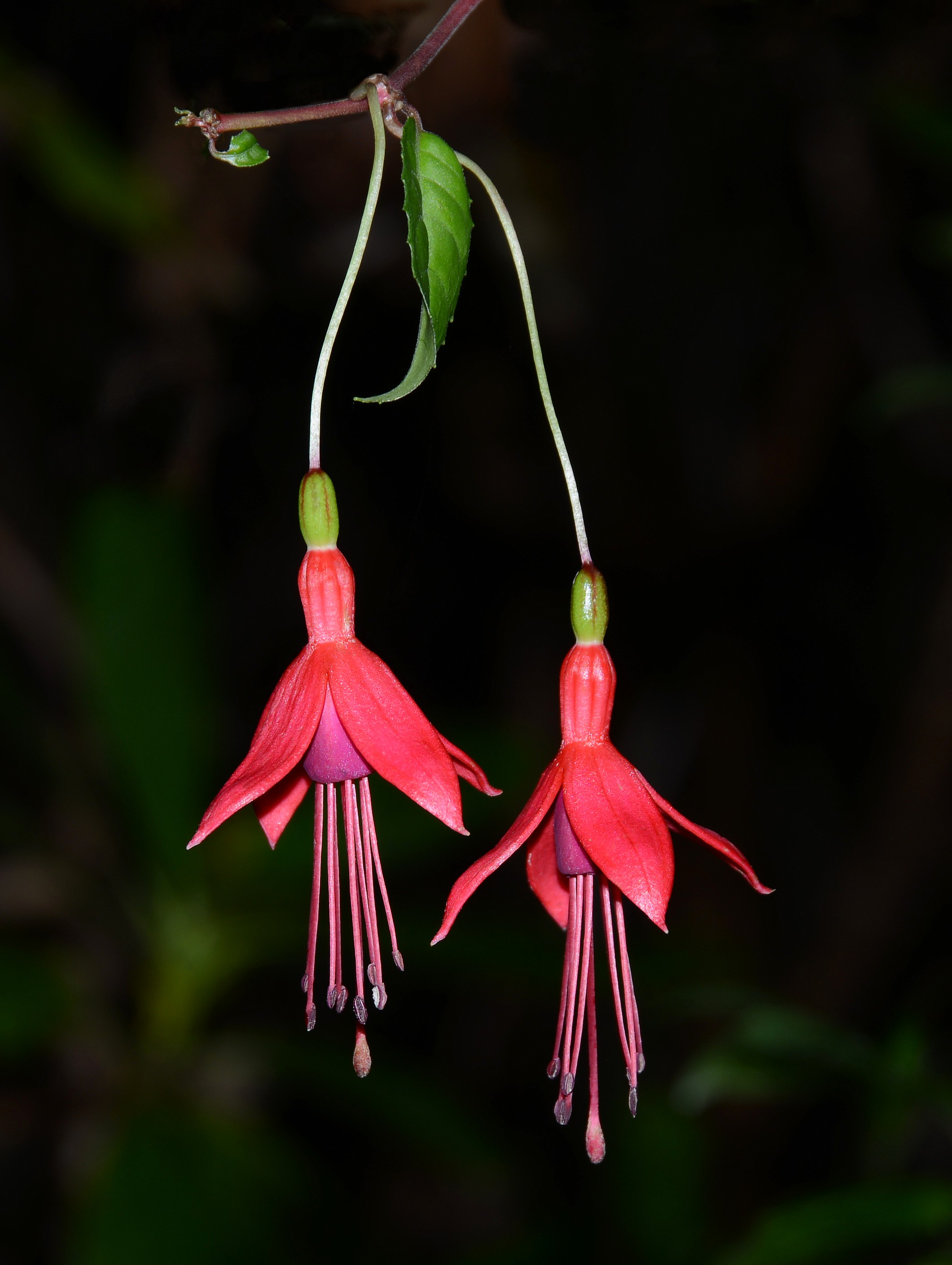
Blüten

Die  Scharlach-Fuchsie (Fuchsia magellanica) ist eine Pflanzenart aus der Familie der Nachtkerzengewächse (Onagraceae).

## Beschreibung
Die Scharlach-Fuchsie wächst als laubabwerfender Strauch und erreicht am Naturstandort Wuchshöhen von bis über 3 Meter, in Mitteleuropa jedoch nur bis zu 1,5 Meter.
Die gegenständigen bis wirteligen, bis 7 cm langen, eiförmigen bis elliptischen und kurz gestielten, spitzen bis zugespitzten, leicht ledrigen Laubblätter sind meist schwach behaart bis kahl und haben einen gezähnten bis gesägten, teils ausgeschweiften Rand. Die Nebenblätter sind abfallend.
Die Scharlach-Fuchsie ist protogyn, also vorweiblich. Es werden paarweise oder einzeln angeordnete, achselständige und hängende Blüten ausgebildet. Die Blütenstiele können bis 5 cm lang werden. Der grüne bis rote, mehr oder weniger fein behaarte Blütenbecher ist zweigliedrig, mit zylindrischen Gliedern. Die duftlosen, rot-purpurnen, vierzähligen Blüten sind zwittrig, mit doppelter Blütenhülle. Der Kelch ist rot, seltener weißlich und kurz verwachsen mit langen, spitzen Zipfeln, die kürzere Krone ist rot bis purpur oder blau-violett, seltener weißlich. Die dachigen, verkehrt-eiförmigen Kronblätter sind aufrecht und bis 2 Zentimeter lang. Es sind 8 lange Staubblätter vorhanden. Der vierkammerige Fruchtknoten mit langem, keulenförmigem Griffel und schwach gelappter Narbe ist unterständig. Es ist ein Diskus über dem Fruchtknoten vorhanden.
Es werden bis zu 2 Zentimeter lange, schwärzliche, kahle und ellipsoide, fleischige, vielsamige Beeren gebildet. Die kleinen, variabel geformten Samen sind bis etwa 1 Millimeter groß.
Die Chromosomenzahl beträgt 2n = 44 oder 120.

## Vorkommen
Die Scharlach-Fuchsie ist von Feuerland bis nach Peru in den südlichen und zentralen Anden verbreitet. Daher ist sie recht frosthart. Sie bildet dort zahlreiche Varietäten aus. Die Scharlach-Fuchsie wächst in Gebüschen und an Waldrändern in der Nähe von Gewässern bis in Höhenlagen von 1700 Meter.
Die Blüten werden überwiegend von Kolibris bestäubt.

## Systematik
Die Scharlach-Fuchsie wurde 1786 von dem französischen Botaniker und Zoologen Jean-Baptiste de Lamarck erstbeschrieben. Es werden mehrere Varietäten unterschieden:
- Fuchsia magellanica var. alba; wird auch als Synonym zu var. molinae betrachtet
- Fuchsia magellanica var. arauco; Variante mit zierlichen, rot-weiß-grün-rosa-violetten Blüten
- Fuchsia magellanica var. conica (Lindl.) L.H.Bailey; wächst aufrecht bis zu 100 cm hoch werdend
- Fuchsia magellanica var. discolor L.H.Bailey; wuchsschwach und buschig, bis 80 cm hoch, hat ein relativ helles Laub
- Fuchsia magellanica var. globosa (Lindl.) L.H.Bailey; bleibt niedrig und wächst überhängend, bis 50 cm hoch, mit relativ großer Blüte
- Fuchsia magellanica var. gracilis (Lindl.) L.H.Bailey
- Fuchsia magellanica var. longipedunculata
- Fuchsia magellanica var. macrostema (Lindl.) L.H.Bailey
- Fuchsia magellanica var. molinae Espinosa; sehr starkwüchsig und buschig, bis zu 120 cm hoch

## Geschichte
Die Scharlach-Fuchsie gelangte im späten 18. Jahrhundert nach England.
Der Überlieferung nach entdeckte sie der schottische Gärtner James Lee  (1715–1795) auf der Fensterbank eines Seemannshauses und kaufte sie gegen eine beträchtliche Summe ab. Bereits 1793 soll Lee eine große Stückzahl, die er aus diesem einen Exemplar gezogen hatte, verkauft haben. Bereits 1796 wurden die ersten Exemplare dieser Art in der Nähe von Leipzig kultiviert.
Die reine Art wird heute überwiegend in Botanischen Gärten und Sammlungen von Fuchsien-Liebhabern gepflegt. Die Scharlach-Fuchsie ist jedoch Elternpflanze einer Reihe von Hybriden.
Die Frucht ist essbar, aber nicht besonders schmackhaft.